# Brett Hicks-Maitland
Brett Hicks-Maitland es un actor australiano, conocido por haber interpretado a Dylan Russell en Home and Away.

## Biografía
En el 2000 se graduó de la prestigiosa escuela australiana National Institute of Dramatic Art "NIDA" con un grado en actuación.

## Carrera
En Australia Brett ha aparecido en comerciales para Rexona, Mastercard y Toyota, mientras que en el Reino Unido apareció en comerciales para la cerveza Fosters.
En el 2001 apareció como invitado en la serie Mcleod's Daughters.
En el 2002 se unió al elenco de la exitosa y popular serie australiana Home and Away, donde interpretó a Dylan Russell, el hijo de Angela "Angie" Russell y Rhys Sutherland. Dylan se fue de la bahía en el 2004, cuando su personaje decidió mudarse a la ciudad.
En el 2008 apareció en un episodio de la serie médica All Saints donde interpretó a Leon Warner. Anteriormente había aparecido por primera vez en la serie en el 2002, donde interpretó a Marcus Drayton durante el episodio "Private Affair".
Ese mismo año apareció en la serie Packed to the Rafters donde interpretó a Patrick Moreton.

## Filmografía
- Series de Televisión.:

| Año         | Serie                 | Personaje       | Notas                                                                      |
| ----------- | --------------------- | --------------- | -------------------------------------------------------------------------- |
| 2011        | Got Home Alive        | Ashley McDonald | episodio "Jailed in Katrina, Bhutan Motorcycle Crash, Kings Canyon Rescue" |
| 2008        | Packed to the Rafters | Patrick Moreton | episodio "Taking the Lead"                                                 |
| 2008        | All Saints            | Leon Warner     | episodio "Blood Lines"                                                     |
| 2002 - 2004 | Home and Away         | Dylan Russell   | 67 episodios                                                               |
| 2001        | Mcleod's Daughters    | -               | episodio "Who's a Big Girl Now?"                                           |
| 2001        | Changi                | Bede            | episodio "Gordon's Will" - miniserie                                       |

- Películas.:

| Año  | Título                      | Personaje          | Notas |
| ---- | --------------------------- | ------------------ | --- |
| 2012 | The Longer Day of Happiness | Garret Jones       | junto a Judith Scott, Tyler Brooks, Jesse Ruda & Vincent Duvall                                                  |
| 2011 | Paradigm Shift              | Detective Russell  | corto - junto a Danielle Bessler, Alex Crescioni, Cristian Dreaded & Angela Oakenfold                            |
| 2010 | Do Not Disconnect           | Eric               | corto - junto a Megan Foster, Rey Goyos, Hannah Cochran & Sandra Weston                                          |
| 2006 | Small Claims: The Reunion   | Shane              | junto a Claudia Karvan, Rebecca Gibney, Lisa Chappell, Peter Phelps, Emma Booth, Steven Vidler & Gyton Grantley  |
| 2003 | Ward 13                     | -                  | corto - junto a Ren Klyce                                                                                        |
| 2002 | Dirty Deeds                 | Oficial de Policía | junto a Bryan Brown, Toni Collette, Sam Neill, Sam Worthington, Felix Williamson, William McInnes & Gabriel Egan |

Apariciones
| Año         | Programa     | Notas       |
| ----------- | ------------ | ----------- |
| 2000 - 2001 | Drama School | 9 episodios |

- Teatro.:

| Año  | Obra                         | Personaje         | Director            | Teatro                    | Notas                                                        |
| ---- | ---------------------------- | ----------------- | ------------------- | ------------------------- | ------------------------------------------------------------ |
| 2010 | Bail Me Out                  | Troy              | Joshua Fardon       | Hudson Theatre            | -                                                            |
| 2007 | Charlie's Window             | -                 | Alexandra Byron     | Newtown Theatre           | junto a Scott Grimley                                        |
| 2007 | Sugar                        | -                 | Susanna Dowling     | Newtown Theatre           | junto a Josh Knight                                          |
| 2005 | Noises Off                   | Tim Allgood       | Adam Cook           | Dunstan Playhouse Theatre | junto a Michaela Cantwell, Marco Chiappi & Annie Maynard     |
| 2004 | Eumenidis                    | Apollo            | Stephen Rassios     | NIDA                      | -                                                            |
| 2003 | Loot                         | Hal/Freddle       | Shane Morgan        | -                         | -                                                            |
| 2003 | White Wash                   | Alan              | Cec Busby           | Naked Theatre             | -                                                            |
| 2002 | Spinning into Butter         | Greg Sullivan     | Adam Cook           | Ensemble Theatre          | junto a Myles Conti, Peter Mochrie, Tara Morice & Bill Young |
| 2002 | Gross Indecency              | Varios Personajes | Elaine Hudson       | New Theatre               | -                                                            |
| 2002 | Importance of Being Earnest  | Algernon          | Elaine Hudson       | New Theatre               | -                                                            |
| 2001 | Sticks and Stones & Reckless | -                 | -                   | -                         | -                                                            |
| 2000 | There Is No Need To Wake Up  | -                 | Barrie Kosky        | NIDA                      | -                                                            |
| 2000 | Saturday, Sunday, Monday     | Federico          | Tony Knight         | NIDA                      | -                                                            |
| 2000 | Ugly Man                     | Cole              | Helmut Bakaitis     | NIDA                      | -                                                            |
| 1999 | White Room                   | Brad              | Jonathon Messer     | NIDA                      | -                                                            |
| 1999 | Le Legs et La Dispute        | Mesrin            | Helmut Bakaitis     | NIDA                      | -                                                            |
| 1999 | Twelfth Night                | Sebastian         | Adam Cook           | NIDA                      | -                                                            |
| 1999 | The Cherry Orchard           | Epikhovdov        | Antoinette Blaxland | NIDA                      | -                                                            |
| 1995 | In His Own Write             | -                 | -                   | -                         | junto a David Heinrich & Shane Thompson                      |